# الأكاديمية الإسلامية (واشنطن)
الأكاديمية الإسلامية في واشنطن، هي إحدى المؤسسات التربوية التي قامت حكومة المملكة العربية السعودية بإنشائها في عام 1984/1985م؛ بهدف تدريس اللغة العربية والعلوم الدينية، إلى جانب العلوم الأخرى.
وتضم الأكاديمية طلاب وطالبة سعوديون، إضافة إلى طلاب وطالبات من (29) دولة أخرى، وتقدم تعليمها من المرحلة التمهيدية إلى المرحلة الثانوية، وتشمل هذه الخدمات منطقة واشنطن وشمال فيرجينيا وجزء من ولاية ميرلاند.
بلغت تكاليف إنشاء الأكاديمية والإنفاق عليها خلال عشر سنوات والممتدة بين عامي ( 1984-1994م) أكثر من (99,7) مليون دولار.